# 하워드 웹
하워드 멜턴 웹(영어: Howard Melton Webb, 1971년 7월 14일 ~ )는 영국의 전 축구 심판으로, 경찰관 출신이다. 프리미어리그에서 심판으로 활동한 이력이 있다.
그는 1989년 로더럼 축구 리그 심판으로 데뷔했으며, 2003년에 열린 풀럼 FC와 울버햄프턴 원더러스 FC의 경기를 통해 프리미어리그 주심으로 활동하기 시작했다. 이후 2005년에 FIFA 국제 심판 자격을 취득했으며, 같은 해 11월 15일에 열린 북아일랜드와 포르투갈의 경기에서 처음으로 국제 심판으로 활동했다.
그는 UEFA 유로 2008에서 오스트리아와 폴란드, 그리스와 스페인의 조별 예선 두 경기의 주심을 맡았으며, 2009년 FIFA 컨페더레이션스컵에서 브라질과 이집트, 이라크와 뉴질랜드의 조별 예선 두 경기의 주심을 맡았다. 이후 UEFA 챔피언스리그 2009-10에서 FC 바이에른 뮌헨과 FC 인테르나치오날레 밀라노의 결승전 경기의 주심을 맡았으며, 2010 FIFA 월드컵에서 스페인과 스위스, 슬로바키아와 이탈리아의 조별 예선 두 경기, 브라질과 칠레의 16강전 경기, 네덜란드와 스페인의 결승전 경기의 주심을 맡았다. 2014 FIFA 월드컵에서도 콜롬비아와 코트디부아르의 조별 예선 경기, 브라질과 칠레의 16강전 경기의 주심을 맡았다.
영화 《골!》에서 카메오 출연하기도 했다.
2014년 8월 6일, 심판에서 은퇴한다고 밝혔다.

## 서훈
- 2011년 대영 제국 훈장 5등급(MBE) 수훈[2]